# Lugol

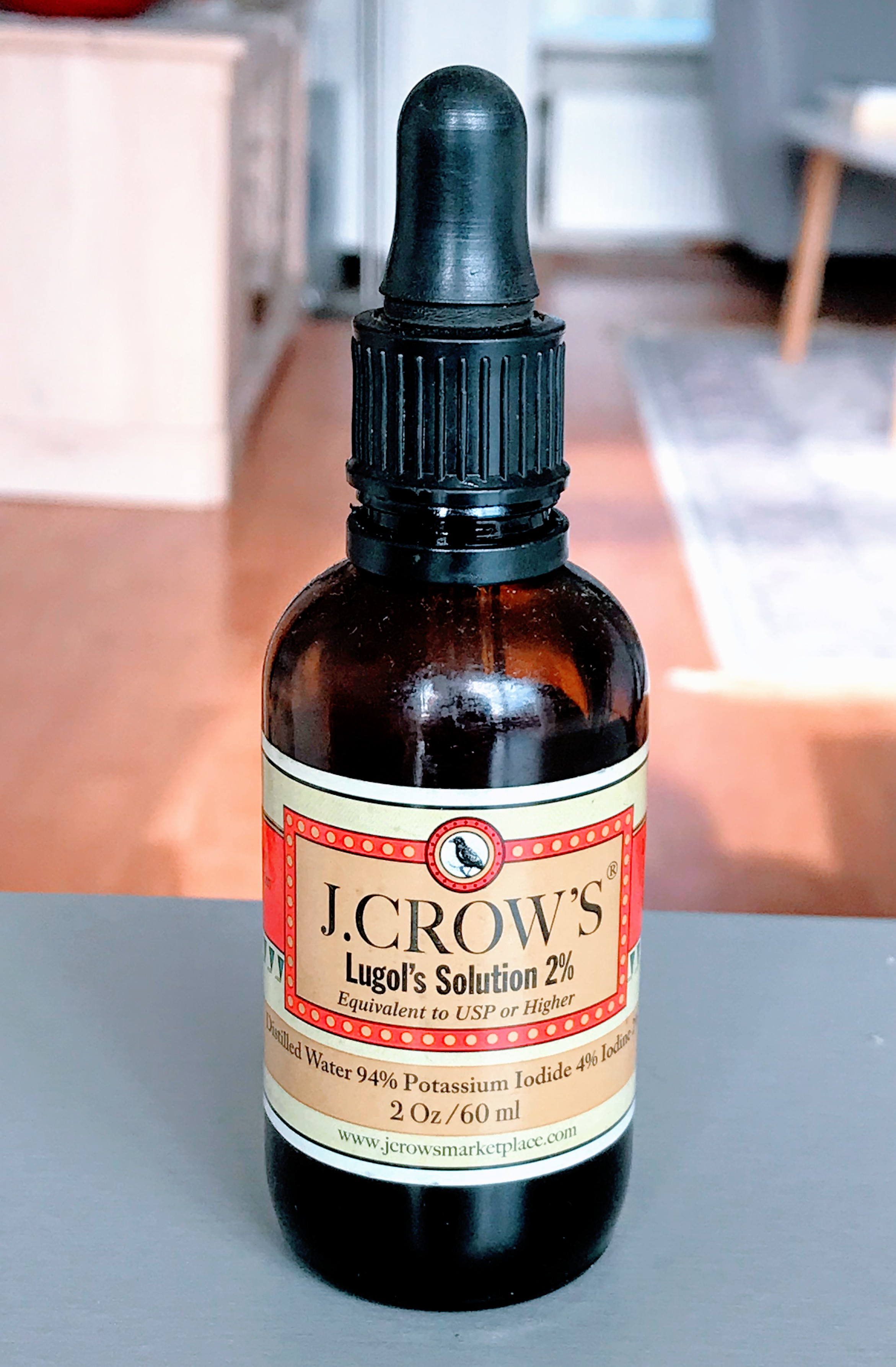
Lugol's Iodine

Lugol is een di-joodoplossing, die als indicator voor zetmeel wordt gebruikt en heeft een oranje/bruine kleur. Bij aanwezigheid van zetmeel wordt lugol paars/zwart. De naam stamt af van de naam van de Franse medicus Jean Guillaume Auguste Lugol (1786-1851).
Het gebruik is zeer eenvoudig, het hoeft enkel aan de stof toegevoegd te worden. Men kan er echter niet de hoeveelheid aanwezig zetmeel uit afleiden, lugol is een kwalitatieve test voor zetmeel, geen kwantitatieve test.
Een lugoloplossing wordt ook gebruikt als ontsmettings- en desinfectiemiddel onder andere bij het spoelen van de baarmoeder van een koe.
Verder wordt lugol gebruikt in de geneeskunde bij het toepassen van radioactieve stoffen, die voor het scannen van bepaalde delen van het menselijk lichaam nodig zijn, zoals het maken van een SAP scan. SAP staat voor Serum Amyloïd P, dat zich bindt aan amyloïd in allerlei organen zoals de lever, milt en nieren. Aan het SAP wordt een kleine hoeveelheid radioactief jodium gebonden. Voor het beschermen van de schildklier wordt vooraf tien druppels lugol vermengd met water gedronken om zo de schildklier te beschermen tegen opname van radioactief jodium. De lugol verdwijnt later weer vanzelf uit de schildklier.
Ten slotte wordt lugol gebruikt bij de gram-kleuring van bacteriën ter onderscheiding van de gram-negatieve en gram-positieve bacteriën.

## Samenstelling
Lugol kan bereid worden door in 70 ml gedestilleerd water volgende stoffen op te lossen:
- 7 gram kaliumjodide (KI)
- 5 gram di-jood (I2)
- 5 gram natriumacetaat

Natriumacetaat zorgt ervoor dat het di-jood in het water opgelost blijft, en creëert daarenboven een basisch milieu, waarin di-jood een klein beetje hydrolyseert tot jodide (I−) en hypojodiet (IO−). Deze ontleding treedt enkel op boven pH 8. Zuiver di-jood lost zeer slecht op in water, maar als er al opgeloste jodide-ionen in de oplossing voorkomen, lost het verdere di-jood makkelijk op door de vorming van polyjodide-ionen (tri-jodide en pentajodide):
{\displaystyle \mathrm {2\ I_{2}+\ I^{-}\ \longrightarrow \ {I_{3}}^{-}+I_{2}\ \longrightarrow \ {I_{5}}^{-}} }
De I5−-ionen verbinden zich met zetmeel en geven zo een blauwe kleur aan het zetmeel.
Lugol onderscheidt zich van joodtinctuur doordat deze ethanol bevat en lugol niet.

## Schadelijkheid
Zuivere lugol is schadelijk bij inademing en opname door de mond en bij aanraking door de huid. Ook aanraking met de ogen kan schade toebrengen.